# Hyperolius igbettensis
Hyperolius igbettensis är en groddjursart som beskrevs av Schiøtz 1963. Hyperolius igbettensis ingår i släktet Hyperolius och familjen gräsgrodor. IUCN kategoriserar arten globalt som livskraftig. Inga underarter finns listade i Catalogue of Life.